# (16684) 1994 JQ1
(16684) 1994 JQ1 — транснептуновый объект класса кьюбивано. Он был открыт 11 мая 1994 года Майклом Дж. Ирвином и Анной Н. Жутковой.
(16684) 1994 JQ1 является третьим открытым Центром малых планет кьюбивано. Первые два открытых кьюбивано — (15760) 1992 QB1 и (15807) 1994 GV9.
Этот объект оказался рекордно красным — его цветовой индекс V − R такой же, как у астероида (5145) Фол из группы Кентавров, который считался наиболее красным из всех малых планет. Красный цвет интерпретируется как проявление химических реакций (полимеризации и т.д.) в смеси твёрдого метана и других органических молекул на поверхности тела под действием облучения.